# Dibenzenecromo
Il dibenzenecromo è il composto metallorganico di formula Cr(η6-C6H6)2. Il composto ha giocato un ruolo importante nello sviluppo dei composti a sandwich nella chimica metallorganica ed è l'esempio più semplice di complesso contenente due areni neutri come leganti.

## Proprietà e struttura
Cr(η6-C6H6)2 è un composto molecolare. È un solido cristallino marrone scuro, molto sensibile all'aria; la sua preparazione e manipolazione richiede l'utilizzo di glove box o vetreria Schlenk. In assenza di aria il composto è invece notevolmente stabile e si decompone solo a circa 300 °C. Il cromo raggiunge una configurazione elettronica con 18 elettroni nello strato più esterno, e il composto è diamagnetico. Il momento dipolare è zero. Studi di diffrazione a raggi X mostrano la struttura illustrata a fianco, con i due anelli benzenici paralleli ed eclissati. La simmetria della molecola risulta D6h.

## Sintesi
Fu preparato per la prima volta da Walter Hafner e Ernst Otto Fischer nel 1955, facendo reagire CrCl3, alluminio e benzene in presenza di AlCl3. Questo cosiddetto metodo riduttivo di Friedel-Crafts fu introdotto da Fischer con i suoi studenti. Si otteneva un composto giallo, [Cr(C6H6)2]+, che era poi ridotto con ditionito di sodio per arrivare al complesso neutro. In forma schematica le reazioni sono:
CrCl3  +  ⅔ Al  +  ⅓ AlCl3  +  2 C6H6  →  [Cr(C6H6)2]AlCl4 +  ⅔ AlCl3
[Cr(C6H6)2]AlCl4  +  ½ Na2S2O4  →  [Cr(C6H6)2]  +  NaAlCl4  +  SO2
Composti strettamente correlati a  [Cr(C6H6)2]+ erano stati preparati da Franz Hein molti anni prima del lavoro di Fischer, facendo reagire bromuro di fenilmagnesio e CrCl3. La reazione di Hein porta a complessi a sandwich cationici contenenti bifenile e terfenile, che lasciarono sconcertati i chimici fino alla scoperta di Fischer e Hafner. Dunque Hein aveva scoperto senza saperlo i complessi a sandwich mezzo secolo prima del lavoro sul ferrocene. Fischer e Seus prepararono poco dopo il complesso di Hein [Cr(C6H5-C6H5)2]+. Le ricerche in questo campo procedevano velocissime: nello stesso numero del Chemische Berichte viene descritto anche il complesso di Mo(0).

## Reattività
Il dibenzenenecromo reagisce con acidi carbossilici per formare carbossilati di cromo(II), come l'acetato di cromo(II), che possiedono strutture interessanti. Per ossidazione si forma [Cr(C6H6)2]+. Per carbonilazione si ottiene il benzenetricarbonilcromo, [Cr(C6H6)(CO)3].
Il dibenzenenecromo trova impieghi limitati in chimica organica.